# Loveridgea
Genre
Loveridgea est un genre d'amphisbènes de la famille des Amphisbaenidae.

## Répartition
Les deux espèces sont endémiques de Tanzanie.

## Description
Les espèces de ce genre sont apodes.

## Liste des espèces
Selon The Reptile Database (25 juil. 2011) :
- Loveridgea ionidesii (Battersby, 1950)
- Loveridgea phylofiniens (Tornier, 1899)

## Publication originale
- Vanzolini, 1951 : A Systematic Arrangement of the Family Amphisbaenidae (Sauria). Herpetologica, vol. 7, n. 3, p. 113-123.